# 梁财伟
梁财伟（？年—），中国足球裁判，广东省深圳市福田区外国语高级中学教师。
梁财伟至迟在2010年开始执法中国足球乙级联赛。2014年，他升级为中国足球甲级联赛主裁判。
深圳市足球协会几次将其评为优秀裁判员。